# Trockenland-Bändernatter
Die Trockenland-Bändernatter (Thamnophis proximus diabolicus) ist eine Unterart der Westlichen Bändernatter (Thamnophis proximus) und zählt innerhalb der Familie der Nattern (Colubridae) zur Gattung der Strumpfbandnattern (Thamnophis). Erstmals beschrieben wurde die Unterart im Jahre 1963 von dem US-amerikanischen Herpetologen Douglas A. Rossman.

## Merkmale
In der Regel erreicht die Trockenland-Bändernatter eine Länge von 61 bis 91 cm, wobei auch ein 123,2 cm messendes Exemplar dokumentiert ist. Der Körper ist schlank gebaut und grau-oliv bis oliv-braun gefärbt. Aus Nebenflüssen des Canadian River im nordwestlichen Texas Panhandle sind ungewöhnlich dunkle Exemplare dieser Unterart bekannt. Entlang des Rückens zeichnet sich ein schmaler orangefarbener Streifen sowie seitlich davon (auf der 3 und 4 Rückenschuppenreihe über dem Bauch) je eine weitere, gelblich-weiße Längsbinde, die sich zum Schwanz hin verjüngt und seitlich von kleinen, schwarzen Strichen begrenzt ist. Manchmal zeigt sich oberhalb des Bauches ein weiterer schmaler, dunkler Streifen. Der Kopf ist oberseits von einigen kleinen, hellen Flecken gezeichnet. Die Oberlippenschilder (Scutum supralabiale) sowie die Unterlippenschilder (Scutum sublabiale) sind hell und weisen keine Zeichnung auf. Über der Körpermitte angeordnet befinden sich 19 Reihen gekielter Rückenschuppen (Scutum dorsale). Die Schuppen der Bauchseite (Scutum ventrale) sind hell, blass und ungezeichnet. Das Analschild (Scutum anale) ist ungeteilt.
Wie alle Strumpfbandnattern pflanzt sich auch diese Unterart durch Ovoviviparie fort.

## Vorkommen
Thamnophis proximus diabolicus ist im mittleren Süden, im Südwesten und zum Teil im Westen von Texas verbreitet, in Midland ist eine isolierte Population  bekannt. Außerdem wird, neben dem Nordosten von Mexiko, innerhalb der USA zum Teil weiterhin der Norden von Texas (Texas Panhandle) und zudem der Nordosten und Südosten von New Mexico als Verbreitungsgebiet angegeben.

## Lebensraum
In der Trans-Pecos-Region im westlichen Texas herrscht ein karges, trockenes Landschaftsbild mit aridem Klima vor. Thamnophis proximus diabolicus ist, vor allem aufgrund ihrer Ernährungsweise, in diesen Gebieten an Gewässer gebunden und hält sich an den Rändern von Flüssen, an Teichen und Bächen aber auch an künstlichen Wasserquellen wie Bewässerungskanälen und Wassertanks für das Weidevieh auf. Die separaten Populationen im über 400 km entfernten Texas Panhandle entlang des Flusssystems des Canadian River leben im Flachland der Prärie.